# آلکس ساندرو
آلکس ساندرو لوبو سیلوا (به پرتغالی: Alex Sandro Lobo Silva) بازیکن فوتبال اهل برزیل است که برای باشگاه فلامینگو بازی می‌کند.
او فوتبال خود را از باشگاه پارانائنزه آغاز کرد همچنین در باشگاه‌های دپورتیوو مالدونادو، سانتوس، پورتو و یوونتوس بازی کرده است.